# Okinawa Soba

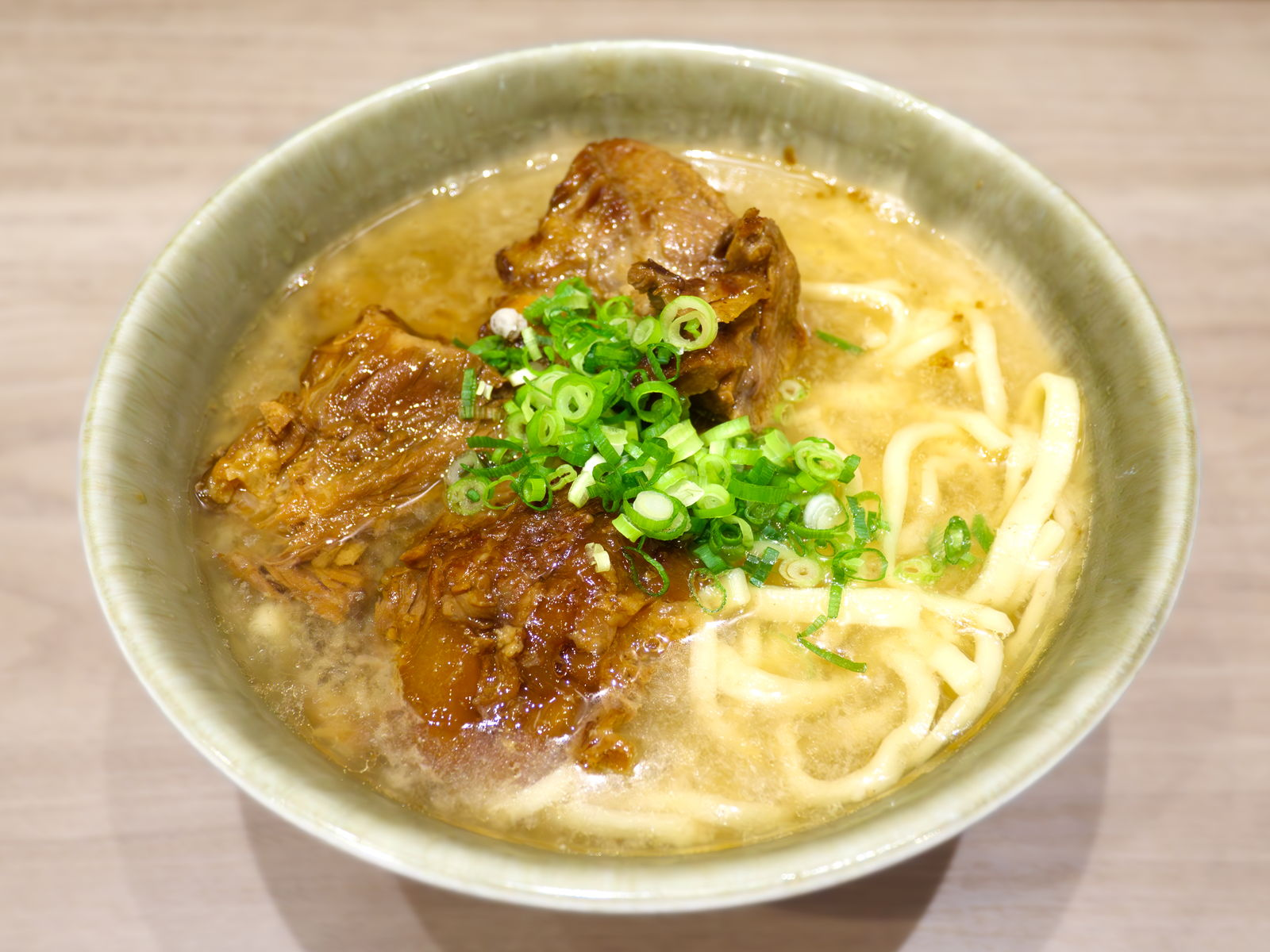
Sōki Soba, ein Gericht mit Okinawa Soba

Okinawa Soba (jap. 沖縄そば) sind relativ dicke Nudeln aus der Präfektur Okinawa, die nicht wie die Soba-Nudeln Japans aus Buchweizen, sondern aus Weizen hergestellt werden. Diese Nudeln, aber auch die daraus hergestellte Nudelsuppe, werden Okinawa Soba genannt. Sie ähneln den in Japan Udon genannten Nudeln. Auf den Yaeyama-Inseln, im Süden Okinawas, sind die Nudeln im Querschnitt rund und werden auch Yaeyama Soba genannt, während sie auf der Insel Okinawa und den anderen Inseln etwas abgeflacht sind.